# San Antonino Castillo Velasco
San Antonino Castillo Velasco è un comune del Messico, situato nello stato di Oaxaca.